# Teodot
Teodot – imię męskie pochodzenia greckiego, od gr. Θεόδοτος (Theodotos), które oznaczało „ofiarowany Bogu”, z gr. θεός (theos – "Bóg") i δοτος dotos — "dany". Jest to imię wielu świętych i męczenników.
Teodot imieniny obchodzi:
- 6 maja, jako wspomnienie św. Teodota, biskupa Cyreny,
- 18 maja, jako wspomnienie św. Teodota, wspominanego razem ze śwśw. Tekuzą, Aleksandrą, Klaudią, Fainą, Eufrazją, Matroną i Julitą (†303 w Ankarze). W niektórych polskich spisach świętych święty ten omyłkowo jest umieszczony jako Teodor.
- 3 lipca, jako wspomnienie św. Teodota, wspominanego razem ze św. Teodotą,
- 31 sierpnia, jako wspomnienie św. Teodota, wspominanego razem ze św. Rufiną,
- 2 listopada, jako wspomnienie św. Teodota, biskupa Laodycei,
- 14 listopada, jako wspomnienie św. Teodota, wspominanego razem ze śwśw. Klementynem, Filomenem i Demetriuszem[2].

Znane osoby noszące imię Teodot:
- Teodot I Kassiteras, patriarcha Konstantynopola
- Fiedot Szubin, jeden z największych rzeźbiarzy rosyjskich

Teodot w innych językach:
- rosyjski – Федот, Федотий, Федотей[3]
- białoruski - Фядот, Хвядот, Хадот[4].

Żeński odpowiednik: Teodota.